# Кандракс
Кандракс је лик из стрип серијала Загор. Он је хиљаду година стар келтски друид и чаробњак који има магичне моћи и огорчени је непријатељ Духа са секиром.

## Биографија лика
Око 1000. године, група Келта предвођена Кандраксом отпловила је из Европе за Америку. Након што су тамо стигли, подигли су град са циљем да прошире келтску цивилизацију на том подручју. Како је Кандракс већ био стар, плашио се да ће умрети пре него што види град у пуном сјају. Зато се, уз помоћ неколико људи, затворио у стаклену кутију пуну гасова да би сачувао своје тело и пао у стање хибернације. Сандук је постављен у гробницу на Стоун Хилу. Вековима касније, археолог Меклауд је пронашао гробницу и ловац на благо Дигинг Бил, привучен драгуљима у сандуку, разбио је стакло. Гасови су се распршили и Кандракс се пробудио из вишевековног сна.

## Појављивање
Стрипови у којима се појављује Кандракс:

### 1.
- Златна серија 381 Меклаудов караван / 382 Кандраксова мумија / 383 Кобна ноћ
- Одабране приче 23 Чаробњак Кандракс

### 2.
- Златна серија 828 Магичне очи / 829 Моћни Кандракс / 830 Сабласти из тврђаве
- Одабране приче 28 Кандраксова освета

### 3.
- Одабране приче 32 Повратак Кандракса

### 4.
- Нова златна серија 26 Кандракс!
- ВЧ Загор 192 Кандракс! / 193 Прошлост и будућност